# Teraz wiem
Teraz wiem – debiutancki album Szymona Wydry & Carpe Diem wydany w 2002 roku nakładem wytwórni BMG Poland.
Album dotarł do 22. miejsca polskiej listy przebojów - OLiS.

## Lista utworów
Opracowano na podstawie materiału źródłowego.
1. "Poznański" – 2:56
2. "Pozwól mi lepszym być" – 3:42
3. "Ty czy ja?" – 3:32
4. "Teraz wiem" – 3:12
5. "Czarodzieje" – 3:54
6. "Kanibal" – 3:01
7. "Sam tego chcę" – 3:37
8. "Patent" – 3:12
9. "Nasze kłamstwa" – 4:28
10. "Marzeń nigdy dość" – 3:10
11. "Koniec z tym" – 4:18

## Twórcy
Opracowano na podstawie materiału źródłowego.
- Szymon Wydra – śpiew
- Marcin Limek – gitara, produkcja
- Piotr Matysiak – perkusja, produkcja
- Karol Sionek – instrumenty klawiszowe
- Zbigniew Suski – gitara
- Piotr Żak – gitara basowa